# دافچاه
دافچاه یکی از روستاهای استان گیلان است که در شهرستان خمام و در دهستان کته‌سر قرار دارد. نام این روستا از دو بخش «داف» و «چاه» تشکیل شده است. «داف» در گویش‌های محلی می‌تواند به‌معنای دعوا یا زمین پست و شیب‌دار باشد. «چاه» نیز به‌معنای گودال یا محل جمع‌آوری آب است. بر این اساس، نام «دافچاه» ممکن است به «چاه در منطقه‌ای پست» یا «محل نزاع» اشاره داشته باشد. این نام‌گذاری با ویژگی‌های جغرافیایی و باورهای محلی منطقه هماهنگ است.

## جمعیت
بر اساس آخرین آمار سال ۱۴۰۳، این روستا دارای ۴۷۶ خانوار و بیش از ۱۶۰۰ نفر جمعیت ساکن می‌باشد.